# Stan (bài hát)
"Stan" là đĩa đơn thứ ba trích từ album The Marshall Mathers LP được thu âm vào năm 1999 của rapper người Mỹ Eminem và có sự xuất hiện của nữ ca sĩ người Anh Dido. Bài hát đạt vị trí đầu bảng tại Anh và Úc và có mặt trong album Curtain Call: The Hits, thể hiện bởi Eminem và Dido trong bài thứ 5 và bài thứ 17 dưới dạng phần trình diễn trực tiếp tại Giải Grammy năm 2001 cùng Elton John.
Ca khúc được sản xuất bởi The 45 King và sử dụng một đoạn nhạc mẫu trích từ ca khúc "Thank You" của Dido trong phần nhạc nền. Bản nhạc cũng sử dụng câu mở đầu của ca khúc trên trong phần điệp khúc. Cả hai ca khúc đều được phát hành làm đĩa đơn ở thời điểm cuối năm 2000. "Stan" được mệnh danh là một trong những bài hát hay nhất của Eminem và được xem như là một ca khúc trứ danh từ anh. Tạp chí âm nhạc Rolling Stone xếp hạng "Stan" ở vị trí thứ 296 trong danh sách 500 Bài hát Vĩ đại nhất. Ca khúc cũng nằm ở vị trí thứ 15 trong danh sách những ca khúc hip-hop xuất sắc nhất mọi thời đại. Nó bán được hơn 750.000 bản tại Anh. Stan cũng được ghi danh tại top 500 Bài hát của Đại lộ Danh Vọng Rock and Roll.
Ca khúc được đề cử cho nhiều giải thưởng, bao gồm "Bài hát xuất sắc nhất" tại Giải Âm nhạc châu Âu của MTV, "Video của năm", "Video nhạc Rap xuất sắc nhất", "Đạo diễn xuất sắc nhất", "Đạo diễn xuất sắc nhất" và "Kĩ thuật quay phim xuất sắc nhất" tại Giải Video âm nhạc của MTV. Giải thưởng duy nhất bài hát giành được là giải "Video nghệ sĩ quốc tế xuất sắc nhất" tại lễ trao giải MuchMusic Video Awards. Tháng 4 năm 2011, tạp chí Complex tập hợp danh sách 100 ca khúc hay nhất của Eminem và xếp hạng "Stan" tại vị trí thứ 2. Tên của nhân vật cùng tên trong ca khúc trở thành một danh từ lóng, ám chỉ những người cuồng dại vì một ngôi sao hay một nhân vật nổi tiếng nào đó. Trong phần trình diễn tại Giải Grammy năm 2001 của anh, Elton John là khách mời bất ngờ khi chơi dương cầm và giúp anh trong phần điệp khúc của Dido. Vào cuối phần trình diễn, họ ôm nhau và cảm ơn khán giả.
Stan được từ điển Cambridge ghi nhận thành 1 từ có nghĩa là người rất ngưỡng mộ một ca sĩ hoặc một người nổi tiếng khác , đến mức không bình thường(có thể đến mức ám ảnh)

## Bối cảnh bài hát
Bài hát kể câu chuyện về một nhân vật hư cấu tên là Stanley "Stan" Mitchell, người tự khẳng định mình là người hâm mộ Eminem cuồng nhiệt nhất (Trong album, Eminem sử dụng biệt danh tạo nên tên tuổi của anh: Slim Shady). Trong bài hát, anh viết một lá thư đến cho Eminem, với mỗi đoạn trở nên ám ảnh Eminem hơn và khi anh không nhận được sự đáp trả, anh trở nên cực kì giận dữ. Anh cuối cùng tạo nên một bản thu âm của chính mình khi đang lái xe đến một cái hồ, cùng với bạn gái đang mang thai của mình trong xe tải, được miêu tả trong câu hát: "Vậy nên đây là cuộn băng cassette mà tôi gửi cho anh, tôi mong anh nghe thấy nó. Tôi đang chạy xe với tốc độ 90 trên đường cao tốc..... Thấy chưa Slim, (tiếng thét) im nào con khốn kia, tao đang cố gắng nói chuyện đây này! Này Slim, đó là bạn gái tôi thét lên trong chiếc xe tải..... Thôi tôi phải đi rồi, tôi sắp đến cây cầu rồi. Khốn thật, tôi quên mất, làm sao tôi gửi cái này đi được? (tiếng lốp xe ré lên, tiếng nổ lớn.)"

## Cấu trúc và video ca nhạc
Trong đoạn đầu, Stan-nhân vật hư cấu (do Devon Sawa thủ vai trong video)-đang viết lá thư đến cho Eminem lần thứ 3, mong anh sẽ hồi âm lại. Tiếng mưa và sấm được chơi trong bản phông nên trong suốt video, cũng như tiếng bút chì cạ vào tờ giấy. Anh giải thích sự yêu thích của mình "Tôi có một phòng đầy ảnh poster và ảnh của anh đấy, anh bạn" và nhắc rằng anh đã gửi cho anh hai lá thư nhưng anh "chắc là chưa nhận được chúng". Thêm vào đó, ca khúc "Old World Disorder" được nhắc đến. Stan cũng hé lộ mình có bạn gái (nhân vật do Dido thể hiện trong video) đang có thai và anh đặt tên cho con gái của mình là Bonnie.
Trong đoạn thứ hai, Stan hoàn toàn suy sụp. Anh bắt đầu từ vẻ lạc quan nhưng trở nên mất kiểm soát. Tiếng sấm trong phần nhạc nền trở nên lớn hơn cùng với cơn giận của Stan. Stan cũng nhắc đến người em trai của mình, Matthew, người diễn tả còn là người hâm mộ lớn hơn của Eminem hơn cả anh. Stan cay đắng khi biết Eminem vô tình từ chối không chụp chung tấm ảnh cùng Matthew trong một đêm diễn, sau khi chờ anh trong một "cái lạnh cứng người" trong suốt 4 tiếng. Anh kết lá thư bằng "Mãi mãi là của anh, Stan/Tái bút, ta cũng nên ở bên nhau luôn đấy."
Đoạn thứ ba là khi Stan tự ghi âm chính mình trong một chiếc cassette trong chiếc xe khi anh có ý định tự tử bằng việc lái chúng xuyên qua chiếc cầu khi đang uống rượu vodka. Cơn giận khiến anh mất tự chủ và át đi tiếng thét phía sau xe của bạn gái mình. Cuối đoạn, anh nhận ra mình đã quá trễ để gửi cuốn băng này và sau đó là tiếng đâm xe, khi chiếc xe đâm xuyên qua chiếc rào của chiếc cầu và rơi xuống mặt nước bên dưới.
Đoạn cuối là đoạn thư mà Eminem viết đáp trả một cách muộn màng cho Stan. Anh quan tâm hỏi anh về việc tự cắt tay và đối xử với bạn gái của Stan. Anh cũng giải thích từng thấy một câu chuyện tương tự trên tin tức, khi một người đàn ông tự tử và giết luôn cả bạn gái đang mang thai của mình. Trong đoạn video, sau đó, là cảnh gương mặt của Stan hiện lên trên cửa sổ cạnh Eminem. Trong phiên bản đầy đủ, cảnh cuối là cảnh Matthew và mẹ của cậu bé tại nghĩa trang, nhìn vào mộ của Stan. Khi Matthew cởi nón ra, cho thấy tóc của cậu bé đã nhuộm vàng, hệt như anh trai mình cố làm để trông giống Eminem.
Phiên bản bị kiểm duyệt của MTV và Fuse TV, các cảnh và lời bài hát thô tục bị xoá đi. Video đầy đủ bị kiểm duyệt của MTV có độ dài 8 phút 15 giây.

## Ý kiến chuyên môn
Ca khúc được các nhà phê bình âm nhạc tán dương. Stephen Thomas Erlewine nêu bật bài hát này. Entertainment Weekly cũng đề cao bài hát, "Eminem chứng tỏ anh là một thi sĩ rap có một không hai với ca từ có thần lực và ý nghĩa uyên thâm. Stan, một bức thư trao đổi giữa một nghệ sĩ đến một người hâm mộ điên cuồng, có lẽ đây là ca khúc cảm động nhất về sự thờ tụng các ngôi sao từng được thu âm" và thêm vào rằng "Stan" đã mở ra một vùng đất mới cho nhạc rap."

## Di sản
Đây được xem là ca khúc được đề cao về mặt chuyên môn nhất của Eminem và được mệnh danh là một "cột mốc văn hoá". Trong Giải Grammy năm 2001, khi anh bị Liên Minh Chống Lại Sự Phỉ Báng Người Đồng Tính chỉ trích bởi lời nhạc của mình, Eminem đáp trả lại bằng việc trình diễn ca khúc "Stan" cùng ca sĩ Elton John, một nghệ sĩ đồng tính công khai, khi ông hát phần của Dido. Những phần lời thô tục cũng được chỉnh sửa lại trong màn trình diễn. Phần ghi âm lại của màn trình diễn này có mặt trên trang web chính thức của Eminem và có mặt trong album tổng hợp của năm 2005, Curtain Call: The Hits.
"Stan" được ghi danh trong nhiều danh sách ca khúc thể loại hip-hop xuất sắc nhất mọi thời đại. Nó được xếp thứ 3 trong danh sách ca khúc rap xuất sắc nhất trong lịch sử bởi Q Magazine, và đứng thứ 10 trong cuộc bình chọn bởi Top40-Charts.com. Tạp chí âm nhạc Rolling Stone ghi tên nó vào danh sách 500 Bài hát Vĩ đại nhất ở vị trí thứ 290, một trong hai ca khúc mà Eminem đạt được, cùng với "Lose Yourself"; trong ấn bản được cập nhật năm 2010, nó nằm ở vị trí thứ 296. Nó còn nằm trong danh sách 100 ca khúc Rap của About.com.. Ngoài ra, còn là: vị trí thứ 15 trong danh sách 100 Bài hát hip-hop xuất sắc nhất của VH1; thứ 10 trong danh sách "Ca khúc xuất sắc nhất thập kỷ" của tạp chí Rolling Stone. Trong Reading and Leeds Festivals năm 2013, Dido có xuất hiện làm khách mời đặc biệt và trình diễn Stan cùng Eminem.

### Phần tiếp theo
Trong album phòng thu thứ tám của Eminem, The Marshall Mathers LP 2, bản mở đầu của album, "Bad Guy", là phần tiếp theo của ca khúc này, có sự góp mặt của em trai của Stan, Matthew, khi anh tự tử để trả thù Eminem.

## Xếp hạng
| Bảng xếp hạng (2000–01)                  | Thứ hạng cao nhất |
| ---------------------------------------- | ----------------- |
| Úc (ARIA)                                | 1                 |
| Áo (Ö3 Austria Top 40)                   | 1                 |
| Bỉ (Ultratop 50 Flanders)                | 3                 |
| Bỉ (Ultratop 50 Wallonia)                | 2                 |
| Đan Mạch (Tracklisten)                   | 1                 |
| Châu Âu (European Hot 100 Singles)       | 1                 |
| Phần Lan (Suomen virallinen lista)       | 1                 |
| Pháp (SNEP)                              | 4                 |
| Đức (Official German Charts)             | 1                 |
| Ireland (IRMA)                           | 1                 |
| Ý (FIMI)                                 | 1                 |
| Hà Lan (Dutch Top 40)                    | 2                 |
| Hà Lan (Single Top 100)                  | 3                 |
| New Zealand (Recorded Music NZ)          | 14                |
| Na Uy (VG-lista)                         | 3                 |
| Romania (Romanian Top 100)               | 1                 |
| Scotland (OCC)                           | 1                 |
| Tây Ban Nha (PROMUSICAE)                 | 3                 |
| Thụy Điển (Sverigetopplistan)            | 3                 |
| Thụy Sĩ (Schweizer Hitparade)            | 1                 |
| Anh Quốc (OCC)                           | 1                 |
| Hoa Kỳ Billboard Hot 100                 | 51                |
| Hoa Kỳ Hot R&B/Hip-Hop Songs (Billboard) | 36                |
| Hoa Kỳ Pop Airplay (Billboard)           | 33                |
| Hoa Kỳ Rhythmic (Billboard)              | 9                 |

| Bảng xếp hạng                        | Vị trí |
| ------------------------------------ | ------ |
| Ireland (IRMA)                       | 16     |
| UK Singles (Official Charts Company) | 207    |

| Bảng xếp hạng (2000)                 | Vị trí |
| ------------------------------------ | ------ |
| Finland (Suomen virallinen lista)    | 61     |
| France (SNEP)                        | 29     |
| Netherlands (Dutch Top 40)           | 139    |
| Netherlands (Single Top 100)         | 95     |
| Norway Autumn Period (VG-lista)      | 14     |
| Sweden (Sverigetopplistan)           | 49     |
| UK Singles (Official Charts Company) | 6      |
| Bảng xếp hạng (2001)                 | Vị trí |
| Australia (ARIA)                     | 6      |
| Austria (Ö3 Austria Top 75)          | 6      |
| Belgium (Ultratop 50 Flanders)       | 31     |
| Belgium (Ultratop 40 Wallonia)       | 20     |
| Denmark (Tracklisten)                | 11     |
| Europe (European Hot 100 Singles)    | 1      |
| Finland (Suomen virallinen lista)    | 39     |
| France (SNEP)                        | 50     |
| Germany (Official German Charts)     | 18     |
| Italy (FIMI)                         | 26     |
| Netherlands (Dutch Top 40)           | 80     |
| Netherlands (Single Top 100)         | 55     |
| Norway Winter Period (VG-lista)      | 7      |
| Romania (Romanian Top 100)           | 28     |
| Sweden (Sverigetopplistan)           | 55     |
| Switzerland (Schweizer Hitparade)    | 3      |
| UK Singles (Official Charts Company) | 74     |

| Bảng xếp hạng (2000-09)              | Vị trí |
| ------------------------------------ | ------ |
| Australia (ARIA)                     | 94     |
| France (SNEP)                        | 82     |
| Germany (Official German Charts)     | 79     |
| UK Singles (Official Charts Company) | 21     |

| Thứ tự chức vụ                                          | Thứ tự chức vụ                                                                   | Thứ tự chức vụ                                               |
| ------------------------------------------------------- | -------------------------------------------------------------------------------- | ------------------------------------------------------------ |
| Tiền nhiệm: "Can't Fight the Moonlight" bởi LeAnn Rimes | Đĩa đơn quán quân tại Ireland 9 tháng 12 năm 2000 - 13 tháng 1 năm 2001          | Kế nhiệm: "Touch Me" bởi Rui da Silva hợp tác cùng Cassandra |
| Tiền nhiệm: "Never Had a Dream Come True" bởi S Club 7  | Đĩa đơn quán quân tại Vương quốc Anh 10 tháng 12 năm 2000 - 17 tháng 12 năm 2000 | Kế nhiệm: "Can We Fix It?" bởi Bob The Builder               |
| Tiền nhiệm: "Can't Fight the Moonlight" bởi LeAnn Rimes | Đĩa đơn quán quân tại Úc 4 tháng 3 năm 2001 - 11 tháng 3 năm 2001                | Kế nhiệm: "Case of the Ex" bởi Mýa                           |
| Tiền nhiệm: "Heaven" bởi Gotthard                       | Đĩa đơn quán quân tại Thuỵ Sĩ 31 tháng 12 năm 2000 - 25 tháng 2 năm 2001         | Kế nhiệm: "Daylight in Your Eyes" bởi No Angels              |

## Chứng nhận
| Quốc gia                                                                           | Chứng nhận  | Số đơn vị/doanh số chứng nhận |
| ---------------------------------------------------------------------------------- | ----------- | ----------------------------- |
| Úc (ARIA)                                                                          | 2× Bạch kim | 140.000^                      |
| Áo (IFPI Áo)                                                                       | Vàng        | 15,000*                       |
| Bỉ (BEA)                                                                           | Bạch kim    | 30,000*                       |
| Pháp (SNEP)                                                                        | Bạch kim    | 500.000*                      |
| Đức (BVMI)                                                                         | Bạch kim    | 400,000^                      |
| Hà Lan (NVPI)                                                                      | Vàng        | 40.000^                       |
| Thụy Điển (GLF)                                                                    | Bạch kim    | 40,000^                       |
| Thụy Sĩ (IFPI)                                                                     | Vàng        | 30,000^                       |
| Anh Quốc (BPI)                                                                     | 2× Bạch kim | 1,149,545                     |
| Hoa Kỳ (RIAA)                                                                      | 2× Bạch kim | 2.000.000‡                    |
| * Chứng nhận dựa theo doanh số tiêu thụ. ^ Chứng nhận dựa theo doanh số nhập hàng. |             |                               |